# Libor Kozák
Libor Kozák (n. 30 mai 1989) este un fotbalist profesionist ceh care joacă pe postul de atacant pentru Sparta Praga din Prima Ligă din Cehia și pentru echipa națională a Cehiei.

## Clubul de carieră

### SFC Opava
Kozák și-a început cariera în 2001 la clubul ceh Slezský FC Opava, jucând mai întâi pentru echipele de tineret ale Opavei înainte de a fi promovat în prima echipă în 2007. Considerat a fi un jucător promițător, Kozák a fost un marcator prolific în a Doua Divizie a Cehiei cu Opava. În octombrie 2007, a marcat primul său hat-trick, într-o victorie cu 5-1 a lui Opava cu FC Zenit Čáslav din a doua divizie.
În ianuarie 2008, Kozák a dat probe pentru clubul englez Portsmouth din Premier League, însă nu a semnat niciun contract cu acesta. La sfârșitul sezonului, Lazio i-a făcut o ofertă pe care a acceptat-o.

### Lazio
Kozák a ajuns la Lazio în iulie 2008, semnat un contract pe cinci ani, cu știri conform cărora președintele clubului Lazio, Claudio Lotito, a plătit o sumă de transfer de 1,2 milioane de euro.
Kozák și-a făcut debutul în Serie A pe 2 mai 2009, în locul lui Mauro Zárate în minutul 84 împotriva lui Inter pe San Siro. Lazio a pierdut meciul cu 0-2.
După un sezon la Lazio, clubul l-a împrumutat la Brescia în sezonul 2009-2010 de Serie B, pentru a căpăta experiență și timp de joc. La 26 septembrie 2009, Kozák a marcat primul gol în Italia împotriva lui Grosseto.
La sfârșitul perioadei de împrumut, s-a întors la Lazio. A marcat primul său gol pentru Biancocelesti pe 18 septembrie 2010, care sa dovedit a fi golul câștigător împotriva Fiorentinei. La 16 ianuarie 2011, el a marcat golul decisiv împotriva lui Sampdoria. A marcat al treilea și al patrulea gol pentru Lazio două săptămâni mai târziu, din nou într-un meci împotriva Fiorentinei. După ce a marcat patru goluri în nouă etape pentru Lazio, toate în ianuarie, Michal Bílek, selecționerul Cehiei, a sugerat că Kozak va fi convocat la echipa națională și a anunțat că va fi prezent pe Stadio Olimpico pentru a urmări meciul cu AS Bari.
În sezonul 2012-2013, Kozák, sub comanda antrenorului Vladimir Petkovic, a avut parte de un sezon oscilant, nereușind să marcheze în 19 meciuri de Serie, dar a terminat ca golgheter în  Europa League cu 8 goluri. A marcat primul său hat-trick pentru club împotriva lui VfB Stuttgart la Roma, la 14 martie 2013, ajutându-și echipa să ajungă în sferturi cu scorul la general de 5-1.

### Aston Villa
La 2 septembrie 2013 Kozák a semnat un contract pe patru ani cu echipa engleză Aston Villa pentru 6,5 milioane €, primind tricoul cu numărul 27. La 14 septembrie 2013, el și-a făcut debutul la Aston Villa pe Villa Park, într-o înfrângere cu 2-1 cu Newcastle United. La 21 septembrie 2013, a marcat primul său gol pentru Villa, la dor câteva secunde după ce l-a înlocuit pe Christian Benteke, împotriva lui Norwich City, gol care s-a dovedit a fi cel al victoriei cu 1-0. La 9 noiembrie 2013, a marcat cel de-al doilea gol pentru Villa, într-o victorie cu 2-0 împotriva lui Cardiff City. La 4 decembrie 2013, a marcat al doilea gol într-o victorie cu 3-2 cu Southampton. La 21 decembrie 2013, a marcat singurul gol al lui Villa într-o înfrângere cu 2-1 cu Stoke City, de pe stadionul Britannia.
La 2 ianuarie 2014, Villa a anunțat faptul că Kozak a suferit o accidentare la piciorul drept în urma unei coliziuni la antrenamente cu coechipierul Ciaran Clark, lipsind pentru tot restul sezonului 2013-2014. Complicațiile și reaccidentările l-au făcut să rateze tot sezonul 2014-2015. În cele din urmă, și-a revenit la 15 luni după accidentare în martie 2015, într-un meci al echipei sub 21 de ani împotriva lui Wolverhampton Wanderers. El a revenit în prima echipă în iulie 2015 într-o înfrângere cu 3-1 înainte de începutul sezonului cu Fulham, în care a marcat pentru prima dată din decembrie 2013. În februarie 2017, când contractul lui Kozak expira la sfârșitul sezonului, Aston Villa a anunțat că jucătorul va rata restul sezonului fiind supus unei intervenții chirurgicale la gleznă.
Aston Villa nu i-a mai prelungit contractul lui Kozák la sfârșitul sezonului 2016-2017.

### Bari
La 30 august 2017, Kozak a ajuns la echipa de Serie B Bari.

### Livorno
La 16 iulie 2018, Kozák a semnat cu Livorno.

### Sparta
La 28 mai 2019, Kozák a semnat cu Sparta Praga.

## Cariera la națională
Kozák a jucat pentru echipa sub 21 de ani a Cehiei, reprezentându-și echipa la Campionatul European de Fotbal la 21 de ani UEFA 2011.
Kozák a fost pentru prima dată convocat la echipă națională a Cehiei pe 15 martie 2011, când antrenorul Michal Bílek l-a inclus în echipă pentru meciurile cu Spania și Liechtenstein, însă nu a jucat în niciun minut.